# كهف الرمال البيضاء
كهف الرمال البيضاء هو كهف في فينال ليجور بالريفيرا الإيطالية وكان مخصص للدفن منذ 4400 سنة ق.م. وعثر به على جرار شكلها مربعة ترجع لحضارة الشوزا.